# アキハバラデパート
アキハバラデパートは、かつて東京都千代田区の秋葉原地区に存在した鉄道駅併設型の商業施設である。秋葉原駅の駅ビル内にあった。
当店跡の建物は改築され、2010年（平成22年）11月19日に「アトレ秋葉原1」が開店した。

## 歴史・概要

### 創業からすぐに経営不振
1950年（昭和25年）9月6日に民衆駅の開設の承認を得て、同年12月25日に資本金1000万円で「株式会社 秋葉原会館」を設立し、当初はホテルの開業を目指した。
しかし、途中からデパートの開業へ方向転換し、1951年（昭和26年）1月に大林組の施工で着工した。
そして、同年11月に国鉄秋葉原駅西口の高架下に鉄筋コンクリート造3階建ての建物を竣工し、同月15日に「秋葉原会館」を開店した。
開業当初は日本国有鉄道に売上高の約1％の営業料を支払い、入居するテナント（委託業者）42名から7％から10％の営業料を得ることになっていた。
また、開業時には千葉県物産即売場が開設された。
開業初期には、おでん・そば・寿司・焼鳥など9店舗からなる「味の天国」やパチンコ店「コニーホール」などがあったほか、景品付きや観劇付きのセールを行うなどの特徴を持っていた。
しかし、開業から約1年半を経ても日本国有鉄道に用地料・駅構内使用料を支払わず、約1500万円を滞納して問題となり、不渡り手形も出すなど経営不振に陥った。

### 債務整理から泰道グループの傘下へ
1953年（昭和28年）1月に資本金7000万円に増資し、同年3月に中山貞雄が社長に就任して債務整理を実施した。
その際に、発行済み株式140万株のうち中山貞雄が673,000株を取得したが、株式取得代金として千葉銀行から1525万円を借り入れた形式となっていた。
しかし、その元利の支払いを一度も行わず、銀行側もその請求を行わなかったことから、千葉銀行が事実上取得していたと見なされた。
河合良成の紹介で千葉銀行から（初代）泰道三八が1957年（昭和32年）3月15日に当社の再建を依頼され、一株12.5円でこの中山名義で事実上千葉銀行が保有していた株式は譲渡された。
その結果、泰道三八が140万株のうち807,300株を保有するようになり、1958年（昭和33年）に（初代）泰道三八が社長に就任して「泰道繊維（後の泰道リビング）」の傘下に入った。
その後、同年12月に本八幡駅表口前に本八幡店を開設した。
こうした経緯もあり千葉銀行秋葉原支店が当店内に出店していた。
1960年（昭和35年）4月に小沢豊が社長に就任して泰道三八が会長に就任し、同年に「株式会社 秋葉原デパート」に商号を変更した。
1961年（昭和36年）4月に大田区の山王馬込銀座に大森店を開設し、同年6月に船橋電話局前に船橋店を開設した。
「ローズ·チケツト」の名称でスタンプサービスも実施していたほか、昭和30年代から100円均一店を導入してファミリー層の顧客を狙う営業展開をしていた。
1964年（昭和39年）2月期に公認会計士から減価償却不足約1億777万8000円や、支払利息・賃借料と支払手形を相殺していることなどの問題を指摘された。
そして、翌年度の1965年（昭和40年）2月期には公認会計士から再び減価償却不足が指摘されたほか、売上高の過大計上などの指摘も受け、決算が「適切とは認めらない」とされた。
1980年（昭和55年）6月23日に（2代目）泰道三八が新自由クラブから千葉県第1区から衆議院議員に初当選した際には、当社からも選挙違反で逮捕者が出た。

### 大規模改装とJR東日本による買収
2階と3階の飲食店を除く全フロアを2002年（平成14年）1月26日に閉鎖した。
その後、改装工事中の同年2月28日にJR東日本が買収して同社の傘下に入った。
同年3月1日に2階に書店の「文教堂」が先行して新装開店した後、同年3月18日に3階も新装開店し、「アキデパ フジヤマ」としての営業を開始した。
そして、3階のデパート口のすぐ横のキャンペーンゾーンに隣接して
同月21日には「アキバカフェ」が開店した。
しかし、同年11月に「アキバカフェ」を閉店し、同年12月にはショッピングサイトの「バーチャル アキデパ フジヤマ」を閉鎖して、再び一般客向けの商業施設へ転換を図ることになった。
2003年（平成15年）2月1日に3階に「アキハバラブックセンター」が開店し、同月にマツモトキヨシが、同年3月にユニクロが開店し、「文教堂アキハバラデパート店」が撤退した2階も改装された。
2005年（平成17年）4月に東京圏駅ビル開発（現・株式会社アトレ）に吸収合併されて、同年10月25日にアキバセレクト館を電気街口と中央改札口を結ぶ高架下の東西自由通路に開設した。
また、その間の同年6月には昭和通り口に飲食店が入居したアトレの新ブランド1号店「アトレヴィ秋葉原」（現・アトレ秋葉原2）が開業している。

### 閉店からアトレ秋葉原へ
建物の老朽化が進んだうえ、1991年（平成3年）に約69億円あった売上が2005年（平成17年）には約33億円と半分以下に減少したことから、2006年（平成18年）12月31日に閉店となった。なお、閉店の発表時点では「建物の今後は未定」とされており、建て替えのための閉店ではなかった。
ただし、駅ビル閉店後も、秋葉原駅の電気街口と中央改札口を結ぶ東西自由通路にあるアキバセレクト館は営業を続けた。
その後、当店跡の建物は改築され、南側に7階建て・北側に4階建ての建物を新築する形で増築し、2010年（平成22年）11月19日に「アトレ秋葉原1」が開店した。

## 年表
- 1950年（昭和25年）
  - 9月6日 - 民衆駅開設の承認を得る[28]。
  - 12月25日 - 資本金1000万円で「株式会社 秋葉原会館」を設立[11]。
- 1951年（昭和26年）
  - 1月 - 大林組の施工で着工[19]。
  - 11月 - 鉄筋コンクリート造3階建ての建物を竣工[19]。
  - 11月15日 - 「秋葉原会館」として開店[1]。
- 1953年（昭和28年）
  - 1月 - 資本金7000万円に増資[11]。
  - 3月 - 中山貞雄[注釈 1]が社長に就任して債務整理を実施[5]。
- 1957年（昭和32年）3月15日 - （初代）泰道三八[注釈 2]が当社の再建を依頼され[37]、株式を取得[36]。
- 1958年（昭和33年）
  - （初代）泰道三八[注釈 2]が社長に就任し[8]、「泰道繊維（後の泰道リビング）」の傘下に入る[3]。
  - 12月 - 本八幡駅表口前に本八幡店を開設[12]。
- 1960年（昭和35年）
  - 4月 - 小沢豊[注釈 3]が社長に就任し[3]、泰道三八[注釈 2]が会長に就任[8]。
  - 「株式会社 秋葉原デパート」に商号を変更[3]。
- 1961年（昭和36年）
  - 4月 - 大田区の山王馬込銀座に大森店を開設[12]。
  - 6月 - 船橋電話局前に船橋店を開設[25]。

- 2002年（平成14年）
  - 1月26日[45] - 2階と3階の飲食店を除く全フロアを閉店[44]。
  - 3月18日 - 3階をオタク向けショップを主軸に据えた『アキハバラデパート フジヤマ』として新装開店[47][48]。
  - 3月21日 - 3階に「アキバカフェ」が開店[50]。
  - 11月 - 「アキバカフェ」を閉店[51]。
  - 12月 - ショッピングサイトの「バーチャル アキデパ フジヤマ」を閉鎖[51]。
- 2003年（平成15年）
  - 2月1日 - 3階に「アキハバラブックセンター」が開店[51]。
  - 2月 - 3階にマツモトキヨシが開店[51]。
  - 3月 - 3階にユニクロが開店[51]。
- 2005年（平成17年）
  - 4月 - 「株式会社 秋葉原デパート」が東京圏駅ビル開発（現・株式会社アトレ）に吸収合併される[15]。
  - 6月 - 昭和通り口にアトレヴィ秋葉原が開店[54]。
  - 10月25日 - 東西自由通路にアキバセレクト館を開設[52]。
- 2006年（平成18年）12月31日 - 16時をもって閉店[18]。アキバセレクト館は引き続き営業を継続[53]。
- 2010年（平成22年）11月19日[27] - 当店跡の建物を改築し[広報 1]、アトレ秋葉原1として新装開店[27]。同時にアトレヴィ秋葉原をアトレ秋葉原2に名称変更。
- 2011年（平成23年）2月28日 - アキバセレクト館が閉店[56]。

## デパート口

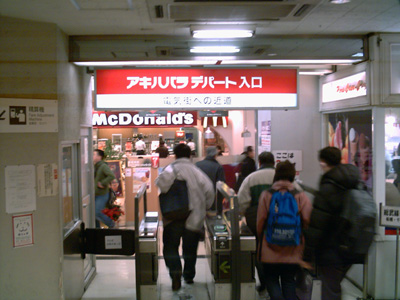
3階 デパート口

3階の「デパート口」という改札口から直接秋葉原駅（総武線ホーム）に出入りできる、国鉄の「民衆駅」の典型的な形態を踏襲していた。このデパート口は長らく委託駅員が常駐しており、山手線内の駅改札の中では自動改札機の設置が非常に遅かった。
2006年（平成18年）12月31日のアキハバラデパート閉店と共に閉鎖された。
その後、2010年（平成22年）11月19日のアトレ秋葉原1の開業に合わせ、アトレ秋葉原1改札口」として再開された。

## アキバセレクト館
電気街口と中央改札口を結ぶ高架下の東西自由通路にあり、2005年（平成17年）10月25日に開店した。アトレ秋葉原1開業以降も引き続き営業していたが、2011年（平成23年）2月28日に閉店した。

## エピソード
- キヤノンのルーツである精機光学研究所の設立者の一人である吉田五郎は、自著によれば戦後に「秋葉原デパート[注釈 8]」で外商の売掛金の集金係として晩年まで働いており、吉田は当時、神田青果市場はじめ地域の人々に慕われていたが、カメラのことは口にしなかったという[58]。
- 南側入口向いの広場には、1995年頃[59]に時計台が建てられており（冒頭写真左端）、待ち合わせスポットの一つとなっている。この時計台について歌手・声優の桃井はるこが「秋葉原の象徴的なランドマーク」として頻繁に語り、自身の楽曲の題材としても用いたことから、彼女の名字をとって俗に「モモーイ時計（桃井時計）」と呼ぶことがある[60][59][61]。この時計台は駅舎建て替え・アトレ秋葉原1へのリニューアルを経ても、そのままの場所（現在のアトレ南口近く）に現存している[59]。